# Fontanelle (Agrigento)
Fontanelle è un quartiere (frazione) del comune di Agrigento, e appartiene alla Circoscrizione II. Occupa la porzione di territorio nord del comune. È abitata da circa 8100 abitanti (2017), il suo santo patrono è San Nicola. 

## Geografia fisica

### Flora
Le piante maggiormente presenti sono gli eucalipti, i pini e le palme. Diffusa è anche l'acacia che, a differenza delle altre, cresce spontanea.

## Origini del nome
Il nome deriva dalla presenza, fino a qualche decennio fa, di piccole fontane da cui usciva l'acqua usata per riempire vasi o giare.

## Storia
Fontanelle è un quartiere della zona a nord del comune di Agrigento e conta una popolazione di circa diecimila abitanti. Fa parte della Circoscrizione II (Quadrivio Spinasanta, Fontanelle Amagione, San Giuseppuzzo e San Michele). Il quartiere ha mantenuto il nome della contrada su cui è sorto, contrada Fontanelle, il quale a sua volta discende dall'antica presenza di piccole fontane oggi del tutto scomparse a causa dello sviluppo edilizio.
Previsto e regolamentato dal Piano Regolatore Generale del 1978, Fontanelle comincia ad inurbarsi negli anni '80, inizialmente concepito come nuovo polo urbano, per esigenze di pianificazione generale legate all’espansione edilizia a nord della città di Agrigento a seguito degli accadimenti post-franosi che hanno interessato il capoluogo nella metà degli anni ’60. L’impianto urbano si sviluppa attraverso strade di percorrenza già esistenti dando seguito alla costruzione di edilizia residenziale-alloggiativa.

## Geografia antropica

### Urbanistica
Il suo sviluppo urbano è iniziato nei primi anni '80 ed è tuttora in espansione. Da un punto di vista morfologico il suo territorio è ondulato con un'altitudine compresa tra i 230 e i 300 m.s.l. Vi si trova un complesso didattico, con una scuola elementare e la scuola media "Vincenzo Reale", entrambe dotate di palestre polivalenti. Al centro del quartiere si trova la parrocchia San Nicola alle Fontanelle, costruita nei primi anni '90.  Le vie principali sono il viale Sicilia, la via Alessio di Giovanni, via Unità D'Italia e la piazza Amagione, storico capolinea per sosta di autobus. L'abitato è costituito principalmente da condomini e da alcune villette. Recentemente Fontanelle è divenuta sede della cittadella giudiziaria e di altri uffici e servizi.

## Monumenti e luoghi d'interesse
La parrocchia San Nicola è l'unica chiesa e centro sociale presente a Fontenelle. Sorge su un terreno scosceso sviluppandosi su più livelli; la struttura nel complesso è concepita come un grande terrazzamento sul quale poggia la chiesa vera e propria, da un lato si trova sulla stessa quota della strada, dall'altro lato si affaccia sul paesaggio. L'edificio si presenta articolato e complesso, asimmetrico nel suo insieme e soprattutto gode di uno spazio esterno ben curato che circonda l'intero edificio. I livelli sono così distribuiti: quello inferiore, che funge da terrazzamento, è destinato alle aule per la catechesi, sale riunioni e altri spazi sociali, mentre quello superiore è costituito dalla chiesa, dalla canonica e dalla sacrestia. Si tratta di una struttura costruita secondo lo stile dell’architettura moderna tra il 1980 e il 2000. Al di sotto della chiesa vi è uno spazio libero che può essere utilizzato come Campo di basket o talvolta di pallavolo. In fronte alla chiesa vi é un comodo Parco giochi chiamato Parco del sorriso.

## Infrastrutture e trasporti
Fontanelle è ben collegata alla città dal sistema infrastrutturale periurbano al capoluogo. È servita dai mezzi urbani gestiti dalla società T.U.A. (mezzi 4 e 4/), inoltre è prevista la realizzazione di una stazione di transito su linea ferrata nell’ambito del processo di riprogrammazione delle risorse già certificate a valere sul programma operativo F.E.R.S. che collegherebbe Fontanelle sia ad Agrigento che alla vicina struttura ospedaliera San Giovanni di Dio, sito in contrada consolida (quartiere San Michele).

## Sport

### Calcio
Oggi nel calcio il quartiere è rappresentato dal Fontanelle Calcio, che nella stagione 2014-2015 ha vinto il girone agrigentino di Terza categoria alla sua seconda partecipazione. Per problemi dello stadio la squadra disputa le gare casalinghe al "Vincenzo Collura" di Porto Empedocle. 

### Impianti sportivi
Oltre alle palestre scolastiche, nella parte nord-occidentale del quartiere si trova il campo di calcio comunale in erba sintetica (inizialmente in terra battuta), dotato di una gradinata, e un campo di calcetto in asfalto. Lo stadio di calcio, soprattutto negli anni '90, era utilizzato per partite casalinghe ufficiali del San Nicola Fontanelle e dell'Agrigentina, squadre militanti in categorie inferiori agrigentine (prima, seconda, e terza categoria). Tuttora è sede degli allenamenti quotidiani dell'Akragas. 